# Alexander Schleicher Condor
Dimensions
Condor Schleicher ou Condor Dittmar est une série de planeurs monoplaces ou biplaces allemands à aile haute en mouette conçus par Heini Dittmar dans les années 1930. Les planeurs sont produits en petites quantités avant la Seconde Guerre mondiale, puis entre 1952 et 1955 par Alexander Schleicher GmbH & Co et par Ferdinand Schmetz,.

## Conception et développement
Le premier Condor I vole en 1932. Il évolue plus tard pour devenir le Condor II et le IIA qui voient disparaitre les haubans au profit d'une aile cantilever. Après la Seconde Guerre mondiale, le Condor IV biplace fait son premier vol en 1951 et est produit en série par Schleicher.
La série Condor est construite en bois et toile. Le Condor IV a une aile de 18 m d'envergure qui utilise un profil Goettingen 532 à l'emplanture évoluant en NACA 0012 au saumon. Les ailes sont équipées d'aérofreins DFS. La profondeur est monobloc. Il décolle sur un BO largable et se pose sur un patin en bois. Au moins un planeur a été modifié avec une roue fixe,.
Certaines sources donnent 18 Condor construits, une autre indique un total inconnu, mais au moins 18 Condor IV construits sous licence en Argentine.
Au moins un Condor a été converti en motoplaneur.

## Historique opérationnel
Le Condor a battu des records dès ses premiers vols dans les années 1930. En 1935, un nouveau record du monde de distance est établi avec un vol de 504 km. Des Condor IV volent lors des Championnats du monde de vol à voile de 1952 à Madrid, en Espagne. Au cours de cette compétition Ernst-Günther Haase établit un nouveau record du monde de vitesse sur triangle de 100 km en biplace avec 80,9 km/h.
Hans Luenger importe un Condor IV-2 aux États-Unis en 1952. Après que le fuselage en bois ait été endommagé il en construit un nouveau en tubes d'acier soudés entoilé. Le nouveau fuselage est muni d'une roue fixe. Ce planeur a été retiré du registre de la Federal Aviation Administration des États-Unis en 2007.

## Variantes
Condor I
Version initiale monoplace à ailes haubanées 1932.
Condor II
Version améliorée monoplace à ailes haubanées.
Condor IIB
Version monoplace à aile cantilever.
Condor IV
Version biplace d'après-guerre avec aile cantilever,.
Condor motorisé de Dittmar-Reidel
Le Condor La Falda de Peter Reidel est modifié pour recevoir un fuseau monté sur un mat contenant un moteur Kroeber M4, bicylindre à deux temps, refroidissement par air et hélice propulsive, fixé à la section centrale. L'idée était de remplacer le démontage du planeur et son retour par la route par le montage du propulseur par l'équipe de dépannage puis le retour en vol. La complexité du montage atténuait beaucoup le gain de praticité de cette solution.

## Planeurs exposés

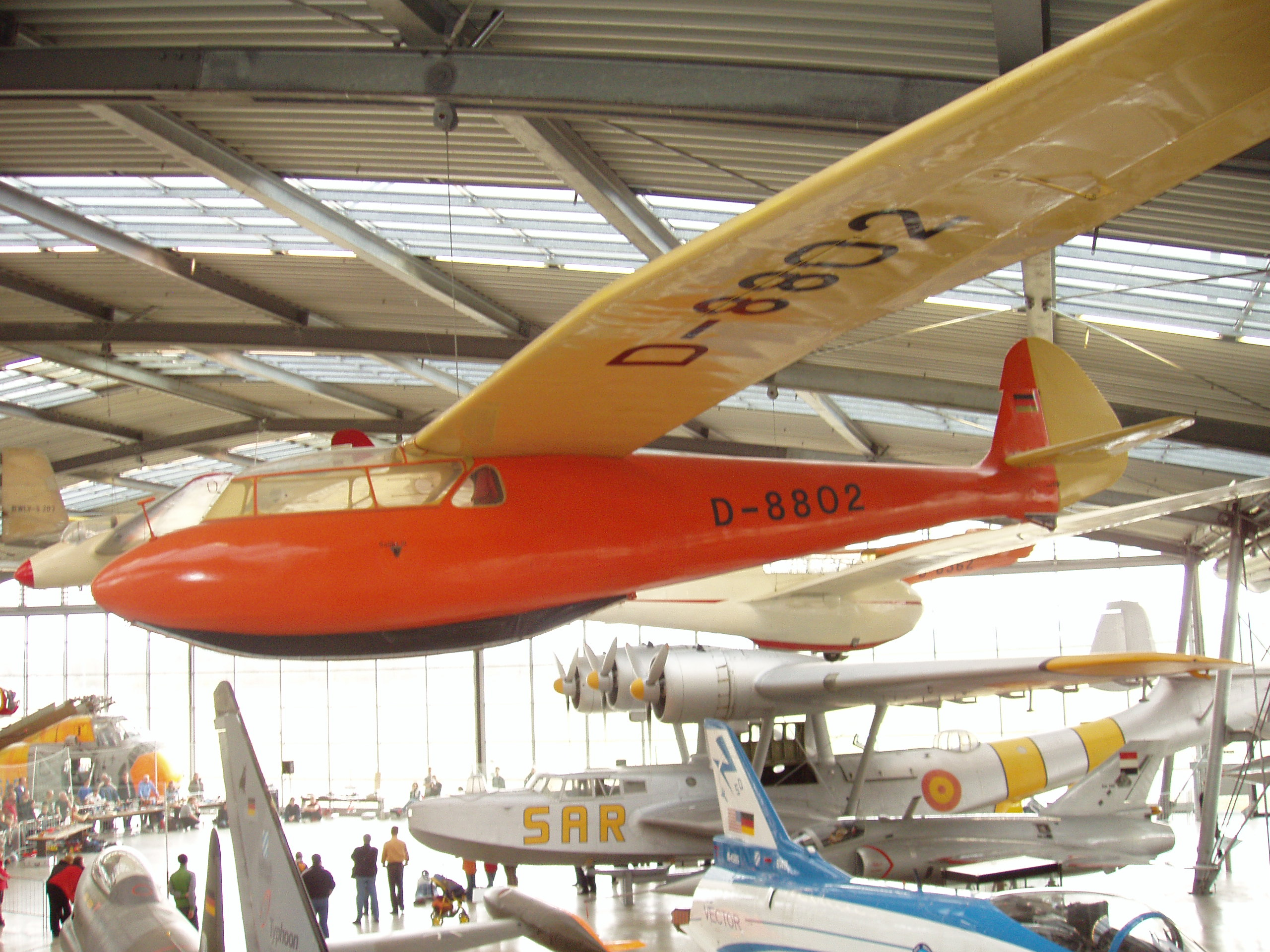
Condor IV au Deutsches Museum Flugwerft Schleissheim.

- Deutsches Museum Flugwerft Schleissheim[2]